# National Hockey League 1974/1975
National Hockey League 1974/1975 var den 58:e säsongen av NHL. 18 lag spelade 80 matcher i grundserien innan Stanley Cup inleddes den 8 april 1975. Stanley Cup vanns av Philadelphia Flyers som tog sin andra titel, efter finalseger mot Buffalo Sabres med 4-2 i matcher.
För första gången sedan säsongen 1925/1926 spelade inget av lagen från den så kallade "Original Six" Stanley Cup-finalen.
Ligan utökades med två nya lag, Kansas City Scouts och Washington Capitals. 
Serien gjordes om lite, så det blev två conferencer med två stycken divisioner i varje, Prince of Wales Conference med Adams och Norris Division och Clarence Campbell Conference med Patrick och Smythe Division. Dessutom infördes åttondelsfinaler för lagen som kommit på andra och tredje plats i varje division, medan divisionsvinnarna var direktkvalificerade för kvartsfinalspelet.
Washington Capitals blev första lag att släppa in över 400 mål under grundserien. De håller dessutom två mindre smickrande rekord från denna säsong, flest insläppta mål under en säsong och minst antal inspelade poäng under en säsong (från och med säsongen 1949/1950 då det spelats minst 70 matcher i grundserien).
Boston Bruins backstjärna Bobby Orr vann poängligan på 135 poäng, fördelat på 46 mål och 89 assist.
I kvartsfinalen mellan New York Islanders och Pittsburgh Penguins ledde Pittsburgh med 3-0 i matcher, men Islanders vände och vann serien med 4-3 och gick till semifinal. De var nära att göra om bedriften i semifinalen mot Philadelphia Flyers, men förlorade den sjunde och avgörande matchen. Det var första gången sedan säsongen 1941/1942 som ett lag vänt ett 0-3 underläge till vinst i Stanley Cup-slutspelet.

## Grundserien

### Prince of Wales Conference

#### Adams Division
| Nr | Lag                     | S  | V  | O  | F  | GM  | IM  | MS   | P   |
| -- | ----------------------- | -- | -- | -- | -- | --- | --- | ---- | --- |
| 1  | Buffalo Sabres          | 80 | 49 | 15 | 16 | 354 | 240 | +114 | 113 |
| 2  | Boston Bruins           | 80 | 40 | 14 | 26 | 345 | 245 | +100 | 94  |
| 3  | Toronto Maple Leafs     | 80 | 31 | 16 | 33 | 280 | 309 | −29  | 78  |
| 4  | California Golden Seals | 80 | 19 | 13 | 48 | 212 | 316 | −104 | 51  |

#### Norris Division
| Nr | Lag                      | S  | V  | O  | F  | GM  | IM  | MS   | P   |
| -- | ------------------------ | -- | -- | -- | -- | --- | --- | ---- | --- |
| 1  | Montreal Canadiens       | 80 | 47 | 19 | 14 | 374 | 225 | +149 | 113 |
| 2  | Los Angeles Kings        | 80 | 42 | 21 | 17 | 269 | 185 | +84  | 105 |
| 3  | Pittsburgh Penguins      | 80 | 37 | 15 | 28 | 326 | 289 | +37  | 89  |
| 4  | Detroit Red Wings        | 80 | 23 | 12 | 45 | 259 | 335 | −76  | 58  |
| 5  | Washington Capitals (NY) | 80 | 8  | 5  | 67 | 181 | 446 | −265 | 21  |

### Clarence Campbell Conference

#### Patrick Division
| Nr | Lag                 | S  | V  | O  | F  | GM  | IM  | MS   | P   |
| -- | ------------------- | -- | -- | -- | -- | --- | --- | ---- | --- |
| 1  | Philadelphia Flyers | 80 | 51 | 11 | 18 | 293 | 181 | +112 | 113 |
| 2  | New York Rangers    | 80 | 37 | 14 | 29 | 319 | 276 | +43  | 88  |
| 3  | New York Islanders  | 80 | 33 | 22 | 25 | 264 | 221 | +43  | 88  |
| 4  | Atlanta Flames      | 80 | 34 | 15 | 31 | 243 | 233 | +10  | 83  |

#### Smythe Division
| Nr | Lag                     | S  | V  | O  | F  | GM  | IM  | MS   | P  |
| -- | ----------------------- | -- | -- | -- | -- | --- | --- | ---- | -- |
| 1  | Vancouver Canucks       | 80 | 38 | 10 | 32 | 271 | 254 | +17  | 86 |
| 2  | St. Louis Blues         | 80 | 35 | 14 | 31 | 269 | 267 | +2   | 84 |
| 3  | Chicago Black Hawks     | 80 | 37 | 8  | 35 | 268 | 241 | +27  | 82 |
| 4  | Minnesota North Stars   | 80 | 23 | 7  | 50 | 221 | 341 | −120 | 53 |
| 5  | Kansas City Scouts (NY) | 80 | 15 | 11 | 54 | 184 | 328 | −144 | 41 |

## Poängligan grundserien 1974/1975
Not: SP = Spelade matcher, M = Mål, A = Assists, Pts = Poäng
| Spelare           | Lag                 | SM | M  | A  | Pts |
| ----------------- | ------------------- | -- | -- | -- | --- |
| Bobby Orr         | Boston Bruins       | 80 | 46 | 89 | 135 |
| Phil Esposito     | Boston Bruins       | 79 | 61 | 66 | 127 |
| Marcel Dionne     | Detroit Red Wings   | 80 | 47 | 74 | 121 |
| Guy Lafleur       | Montreal Canadiens  | 70 | 53 | 66 | 119 |
| Pete Mahovlich    | Montreal Canadiens  | 80 | 35 | 82 | 117 |
| Bobby Clarke      | Philadelphia Flyers | 80 | 27 | 89 | 116 |
| Rene Robert       | Buffalo Sabres      | 74 | 40 | 60 | 100 |
| Rod Gilbert       | New York Rangers    | 76 | 36 | 61 | 97  |
| Gilbert Perreault | Buffalo Sabres      | 68 | 39 | 57 | 96  |
| Rick Martin       | Buffalo Sabres      | 68 | 52 | 43 | 95  |

## Slutspelet 1975
12 lag gjorde upp om Stanley Cup-bucklan, åttondelsfinalerna avgjordes i bäst av 3 matcher medan resten av matchserierna avgjordes i bäst av sju matcher.
|  | Kvartsfinaler       | Kvartsfinaler      |                     |   | Semifinaler | Semifinaler |  |  | Final | Final |
|  |                     |                    |                     |   |             |             |  |  |       |       |
|  |                     |                    |                     |   |             |             |  |  |       |       |
|  |                     |                    |                     |   |             |             |  |  |       |       |
|  | Philadelphia Flyers | 4                  |                     |   |             |             |  |  |       |       |
|  | Philadelphia Flyers | 4                  |                     |   |             |             |  |  |       |       |
|  | Toronto Maple Leafs | 0                  |                     |   |             |             |  |  |       |       |
|  | Toronto Maple Leafs | 0                  | Philadelphia Flyers | 4 |             |             |  |  |       |       |
|  |                     |                    | Philadelphia Flyers | 4 |             |             |  |  |       |       |
|  |                     | New York Islanders | 3                   |   |             |             |  |  |       |       |
|  | Pittsburgh Penguins | New York Islanders | 3                   | 3 |             |             |  |  |       |       |
|  | Pittsburgh Penguins |                    |                     | 3 |             |             |  |  |       |       |
|  | New York Islanders  | 4                  |                     |   |             |             |  |  |       |       |
|  | New York Islanders  | 4                  | Philadelphia Flyers | 4 |             |             |  |  |       |       |
|  |                     |                    | Philadelphia Flyers | 4 |             |             |  |  |       |       |
|  |                     | Buffalo Sabres     | 2                   |   |             |             |  |  |       |       |
|  | Buffalo Sabres      | Buffalo Sabres     | 2                   | 4 |             |             |  |  |       |       |
|  | Buffalo Sabres      |                    |                     | 4 |             |             |  |  |       |       |
|  | Chicago Black Hawks | 1                  |                     |   |             |             |  |  |       |       |
|  | Chicago Black Hawks | 1                  | Buffalo Sabres      | 4 |             |             |  |  |       |       |
|  |                     |                    | Buffalo Sabres      | 4 |             |             |  |  |       |       |
|  |                     | Montreal Canadiens | 2                   |   |             |             |  |  |       |       |
|  | Montreal Canadiens  | Montreal Canadiens | 2                   | 4 |             |             |  |  |       |       |
|  | Montreal Canadiens  |                    |                     | 4 |             |             |  |  |       |       |
|  | Vancouver Canucks   | 1                  |                     |   |             |             |  |  |       |       |
|  | Vancouver Canucks   | 1                  |                     |   |             |             |  |  |       |       |

### Åttondelsfinal
Los Angeles Kings vs. Toronto Maple Leafs
Toronto Maple Leafs vann åttondelsfinalserien med 2-1 i matcher
Boston Bruins vs. Chicago Black Hawks
Chicago Black Hawks vann åttondelsfinalserien med 2-1 i matcher
Pittsburgh Penguins vs. St Louis Blues
Pittsburgh Penguins vann åttondelsfinalserien med 2-0 i matcher
New York Rangers vs. New York Islanders
New York Islanders vann åttondelsfinalserien med 2-1 i matcher

### Kvartsfinal
Philadelphia Flyers vs. Toronto Maple Leafs
Philadelphia Flyers vann kvartsfinalserien med 4-0 i matcher
Buffalo Sabres vs. Chicago Black Hawks
Buffalo Sabres vann kvartsfinalserien med 4-1 i matcher
Montreal Canadiens vs. Vancouver Canucks
Montreal Canadiens vann kvartsfinalserien med 4-1 i matcher
Pittsburgh Penguins vs. New York Islanders
New York Islanders vann kvartsfinalserien med 4-3 i matcher

### Semifinal
Philadelphia Flyers vs. New York Islanders
Philadelphia Flyers vann semifinalserien med 4-3 i matcher
Buffalo Sabres vs. Montreal Canadiens
Buffalo Sabres vann semifinalserien med 4-2 i matcher

## Stanley Cup-final
Philadelphia Flyers vs. Buffalo Sabres
Philadelphia Flyers vann serien med 4-2 i matcher

## NHL awards
| 1974–75 NHL awards              | 1974–75 NHL awards                                   |
| ------------------------------- | ---------------------------------------------------- |
| Prince of Wales Trophy:         | Buffalo Sabres                                       |
| Clarence S. Campbell Bowl:      | Philadelphia Flyers                                  |
| Art Ross Memorial Trophy:       | Bobby Orr, Boston Bruins                             |
| Bill Masterton Memorial Trophy: | Don Luce, Buffalo Sabres                             |
| Calder Memorial Trophy:         | Eric Vail, Atlanta Flames                            |
| Conn Smythe Trophy:             | Bernie Parent, Philadelphia Flyers                   |
| Hart Memorial Trophy:           | Bobby Clarke, Philadelphia Flyers                    |
| Jack Adams Award:               | Bob Pulford, Los Angeles Kings                       |
| James Norris Memorial Trophy:   | Bobby Orr, Boston Bruins                             |
| Lady Byng Memorial Trophy:      | Marcel Dionne, Detroit Red Wings                     |
| Lester B. Pearson Award:        | Bobby Orr, Boston Bruins                             |
| NHL Plus/Minus Award:           | Bobby Orr, Boston Bruins                             |
| Vezina Trophy:                  | Bernie Parent, Philadelphia Flyers                   |
| Lester Patrick Trophy:          | Donald M. Clark, William L. Chadwick, Thomas N. Ivan |

## All-Star
| Första laget                       | Position | Andra laget                        |
| ---------------------------------- | -------- | ---------------------------------- |
| Bernie Parent, Philadelphia Flyers | M        | Rogie Vachon, Los Angeles Kings    |
| Bobby Orr, Boston Bruins           | B        | Guy Lapointe, Montreal Canadiens   |
| Denis Potvin, New York Islanders   | B        | Börje Salming, Toronto Maple Leafs |
| Bobby Clarke, Philadelphia Flyers  | C        | Phil Esposito, Boston Bruins       |
| Guy Lafleur, Montreal Canadiens    | HF       | René Robert, Buffalo Sabres        |
| Rick Martin, Buffalo Sabres        | VF       | Steve Vickers, New York Rangers    |